# KomDiw
KomDiw, auch Komdiw ist die Kurzbezeichnung für komandir diwisii (russisch комдив / командир дивизии)  und steht für Divisionär, Divisionsführer oder Divisionskommandeur. Hierbei handelte es sich auch um einen sogenannten „personengebundenen militärischen Rang“ der Streitkräfte der Sowjetunion.
KomDiw war aber auch die Dienststellungsbezeichnung für den nominellen Inhaber der Befehls- und Kommandogewalt über einen Großverband als Kommandeur einer Division im Sinne eines militärischen Großverbands.
Der KomDiw war von 1935 bis 1940 der zweitniedrigste Generalsrang der Roten Arbeiter- und Bauernarmee (RABA) der Sowjetunion, der nach heutigem Verständnis den NATO-Rang OF7 entsprechen würde. Das Äquivalent dazu in der Seekriegsflotte der UdSSR war der Flagmann II. Klasse (russ.: флагман 2-го ранга). Mit der Wiedereinführung der üblichen Rangbezeichnungen der Generalität war die Bezeichnung KomDiw überholt und wurde aufgegeben.

## Geschichte
Mit Gründung der Sowjetunion wurden die bisherigen Rangbezeichnungen und Dienstgradabzeichen der Kaiserlich Russischen Armee abgeschafft. Da jedoch aus operationellen Erwägungen systemneutral geeignete Lösungen zwingend erforderlich waren, wurden diesbezüglich entsprechende Festlegungen getroffen. Zunächst wurden Bezeichnungen gewählt, die dem entsprechenden Kommando, beziehungsweise der Bedeutung des betreffenden militärischen Großverbands entsprachen und angemessen schienen. Andererseits geboten Erfahrungen aus dem Bürgerkrieg, Erkenntnisse der Militärwissenschaft bezüglich Gliederung und Bezeichnung militärischer Verbände zu berücksichtigen. So kam es im Bereich der Großverbände zu folgender Rangfolge.
- Führungsebene Brigade: KomBrig (Brigadier)
- Führungsebene Division: KomDiw  (Divisionär)
- Führungsebene Korps: KomKor (Korpskommandant)
- Führungsebene Armee: KomandArm II (Heerführer II. Klasse – Befehlshaber Armee)
- Führungsebene Front: KomandArm I (Heerführer I. Klasse – Befehlshaber Front)

Damit wurden die ab 1918 eingeführten offiziellen Bezeichnungen, wie beispielsweise „Rotarmist“ (russ.: krasnoarmeez) ersetzt, aus denen sich Bezeichnungen wie „KrasKom“ (Langform: Krasny Kommandir) bis hin zu „KomandArm“ (Langform: Kommandujuschtschij Armii) im militärischen Alltagsgebrauch sukzessive entwickelt hatten. Festgelegte Rangkategorien gab es ab 1920, die bis 1924 beibehalten wurden.
Am 7. Mai 1940 lief dieser OF7 Rang aus, wurde jedoch gleichzeitig mit Einführung der alten Generals- und Admiralsränge unter der Rangbezeichnung Generalleutnant wieder eröffnet.
Die Dienstgradabzeichen wurden noch bis zur Wiedereinführung der Schulterstücken im Jahre 1943 beibehalten. Insbesondere die Kragenabzeichen wurden zum Teil noch weiter genutzt bzw. aufgetragen. Mit Einführung der Kragenstickerei für Generale wurden auch diese ersetzt.

## Politkommissare
Mit dem Wechsel zu den traditionellen Bezeichnungen für Generalsränge wurden auch Rangbezeichnungen für die Politkommissare – eine Besonderheit der Roten Armee und der Sowjetischen Marine – ausgewiesen. Ab 22. Juni 1941 lautete die Rangfolge:
- Führungsebene Brigade: Brigadekommissar (russ.: бригадный комиссар)
- Führungsebene Division: Divisionskommissar (russ.: дивизионный комиссар)
- Führungsebene Korps: Korpskommissar (russ.: корпусный комиссар)
- Führungsebene Armee: Armeekommissar II. Klasse (russ.: армейский комиссар 2-го ранга)
- Führungsebene Front: Armeekommissar I. Klasse (russ.: армейский комиссар 1-го ранга)

Politkommissare Landstreitkräfte und Luftstreitkräfte/Luftverteidigung trugen generell die der Führungsebene entsprechenden Dienstgradabzeichen.